# Cửa hàng trên phố chính
Cửa hàng trên phố chính(tiếng Czech/Slovak: Obchod na korze) là bộ phim Tiệp Khắc do Ján Kadár và Elmar Klos đạo diễn, công chiếu năm 1965, dài 128 phút. Phim lấy bối cảnh Chiến tranh thế giới thứ hai, về chủ đề người Do Thái. Bộ phim đoạt Giải Oscar cho phim ngoại ngữ hay nhất,  Kamińska được đề cử Giải nữ diễn viên xuất sắc nhất. Ngoài ra phim cũng được công chiếu tại Liên hoan phim Cannes. Phim còn nhận giải thưởng nhà nước Klement Gottwald cho J. Kadár, E. Klos, I. Kamińska và. J. Kroner, và một số giải khác. Phim phát hành bằng hai thứ tiếng: Slovak, Yiddish.
Truyện phim dựa theo tiểu thuyết cùng tên của nhà văn Ladislav Grosman.

## Diễn viên
| Actor                               | Vai diễn                  |
| ----------------------------------- | ------------------------- |
| Jozef Kroner (1924–1998)            | Anton "Tóno" Brtko        |
| Ida Kamińska (1899–1980)            | Rozália Lautmannová       |
| Hana Slivková (1923–1984)           | Evelína Brtková           |
| Martin Hollý Sr. (1904–1965)        | Imrich Kuchár             |
| František Zvarík (1921–2008)        | Markuš Kolkotský          |
| Elena Pappová-Zvaríková (1935–1974) | Ružena "Róžika" Kolkotská |
| Adam Matejka (1905–1988)            | Piti-báči (Uncle Piti)    |
| Martin Gregor (1906–1982)           | Mr. Katz                  |
| František Papp (1930–1983)          | Mr. Andorič               |
| Gita Mišurová (b. 1929)             | Mrs. Andoričová           |
| Eugen Senaj (1901–1981)             | Mr. Blau                  |
| Lujza Grossová (1917–1981)          | Mrs. Eliášová             |
| J. Mittelmann                       | Daniel "Danko" Eliáš      |
| Mikuláš Ladžinský (1923–1987)       | Marian Peter              |
| Alojz Kramár (1916–1985)            | Balko-báči (Uncle Balko)  |
| Tibor Vadaš (1908–1987)             | Tobacconist               |